# Bert Koenders
Bert Koenders (Arnhem, 28 maggio 1958) è un politico olandese, dal 2014 al 2017 ministro degli esteri dei Paesi Bassi.

## Biografia
Koenders è stato membro della Tweede Kamer dal 1997 al 2007 e ha fatto parte delle commissioni parlamentari esteri e difesa. Dal 17 novembre 2006 al 19 febbraio 2007 è stato presidente dell'Assemblea parlamentare NATO. Koenders è stato ministro senza portafoglio per la cooperazione internazionale nel quarto governo Balkenende dal 22 febbraio 2007. Tra il 2011 e il 2014 è stato il Rappresentante Speciale e il coordinatore delle operazioni delle Nazioni Unite in Costa d'Avorio (UNOCI) e in Mali (MINUSMA) su incarico del Segretario generale dell'ONU Ban Ki-Moon. Il 17 ottobre 2014 diventa Ministro degli esteri in sostituzione di Frans Timmermans divenuto commissario europeo.